# Pomlázka

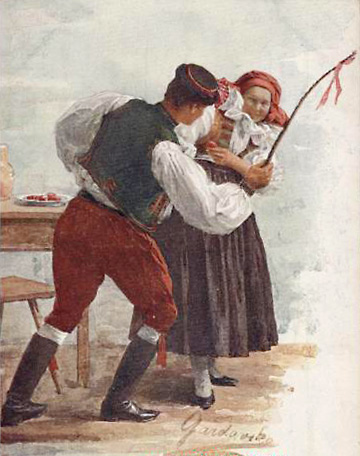
Šlehání dívek na Moravě, 1910

Pomlázka je český velikonoční lidový zvyk spočívající ve šlehání žen muži pomocí prutu či spleteného proutí taktéž nazývaného pomlázka, prováděný na Velikonoční pondělí. Výrazem pomlázka mohou být také označen samotný akt podarování během koledy, vykoledované dary, jako vejce či kraslice, nebo také velikonoční nádivka. Existence zvyku je doložená již ze 14. století, ale pro starší období neznáme jeho přesný průběh. V tradiční české lidové kultuře se týkal všech generací a společenských vrstev, jeho průběh se však lišil v závislosti na prostředí. K rozvinutí zvyku došlo především v 19. a 20. století. Zvyk byl znám na většině českého území, včetně oblastí obývaných Němci, nikoliv však všude, například v části jižních a jihozápadních Čech, včetně Českokrumlovska držen nebyl. Na počátku 21. století stále jedním z nejživotnějších českých lidových zvyků, je však především záležitostí mládeže a dětí. Je také znám na Slovensku a v některých částech Polska.
S pomlázkou jsou spojené podobné obyčeje spojované s obnovou, očistou a omlazením jako je polévání vodou či voňavkami, nebo házení do vody, zvané oblevačka či kupačka. Tyto zvyky jsou typické pro severovýchodní Moravu a Slezsko. Dále pak obyčeje spojené s vykoledovanými vejci, jako jejich koulení.

## Názvosloví a etymologie
Slovo pomlázka je všeobecně, jen s několika málo výjimkami, používáno v Čechách, zatímco na Moravě a v českém Slezsku je názvosloví bohatší. Na jižní Moravě se tak lze setkat s výrazy mrskút a mrskačka, mezi Kroměříží a Vsetínem a na Slovácku zase se slovem šlahačka. Na severní Moravě a v přilehlých částech Čech a Slezska se zase užívá výrazů jako jsou šmigrust, šmergust, šmerkust či šmékustr. K dalším užívaným výrazům pak patří dynovačka, binovačka, vinovačka, pamihoda, houdovačka, koleda, malovna, šibačka, buďačka, tatarovačka, kyčkování, kyčkovanka, šibota a tak dále. Existuje také německá podoba slova: Schmeckostern nebo Aufpeitschen. Taktéž nástroj užívání při pomlázce má řadu variant názvů: pamihod, metla, šlehačka, žila (žíla), korbáč, karabáč, hodovačka, tatar, šibák, kocar, čugar, kantar nebo kančúch.
Slovo pomlázka je spojováno s výrazem omlád „(mladá) ratolest, prut“ a slovy jako omlazení a omládnout. Termín by v takovém případě vycházel z názoru že skrze mrskání ratolestí dochází k zajištění mládí, zdraví a plodnosti.

## Výroba pomlázky

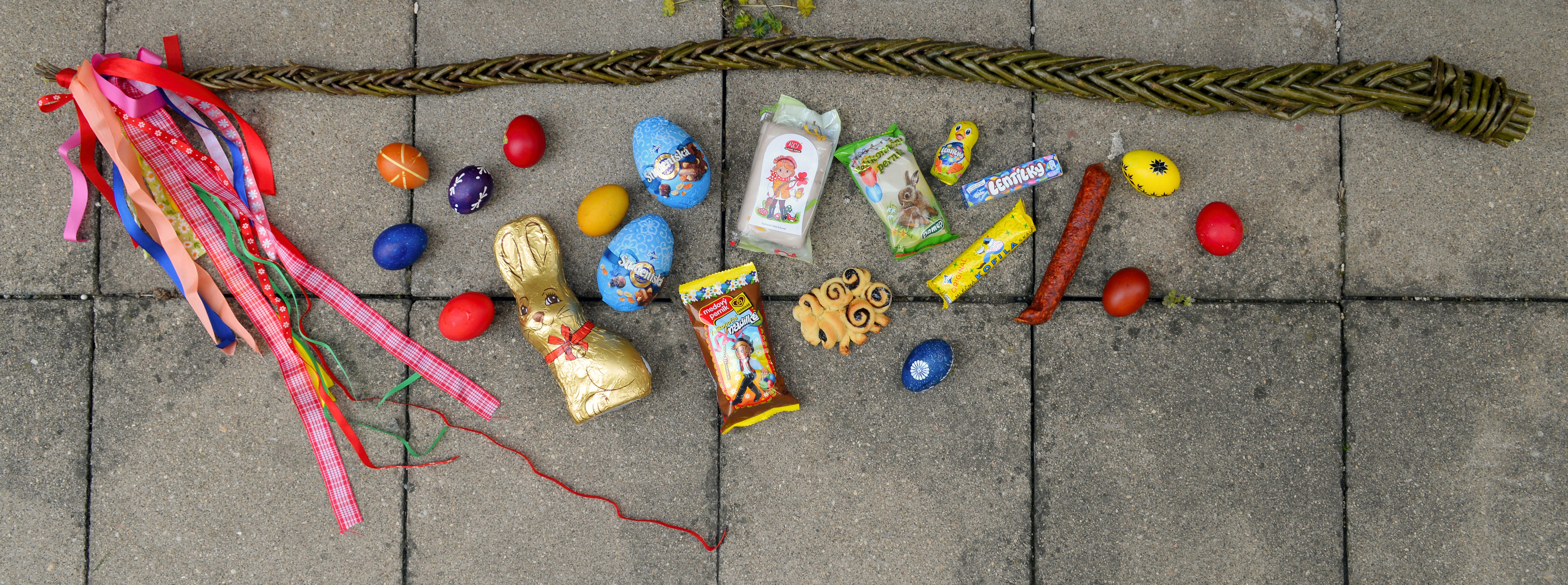
Pomlázka s moderní výslužkou (2019)

Pomlázka je nástroj spletený z několika proutků, většinou 6–12, typicky ze sudého počtu, nejčastěji vrbových. Způsobů splétání může být libovolné množství, ovšem některé jsou upřednostňované: Typický způsob splétání pomlázky je stejný jako pro ukončování okraje košíků, tedy z osmi stejně dlouhých prutů, kdy se vrchní z jedné čtveřice provléká zpředu prostředkem protější čtveřice, mezi jejími dvěma páry, a zadem se zase vrací na spodek/vnitřek své původní čtveřice. Vzniká tak svazek zhruba čtvercového průřezu.
Držadlo se po dokončení pletení snadno vytvoří z dodatečného proutku omotáním zbývajících konců pomlázky, k pletení již příliš tlustých a neohebných.
Ozdobné oplétání lze vytvořit z dalších tří nebo čtyř krátkých proutků: Stačí je upevnit nad držadlo prostrčením skrz pomlázku, symetricky po třetinách nebo čtvrtinách pomyslného kruhu, a pak je dokola ohýbat jeden o druhý, jako u věnečku z pampelišek.
Podobně, jako bývaly říkačky například na vytloukání duše kolíku při vyřezávání píšťalek, i pro pletení pomlázek bývaly tematické říkačky.

## Historie
Nejstarší zpráva o pomlázce pochází z Postily studentů pražských kazatele Konráda Waldhausera z roku 1369. V té je uvedeno že na Velikonoční pondělí a též na následující úterý se manželé a milenci vzájemně mrskají a plácají metlami i rukou, ale také házející do vody či polévají. Waldhauser a taktéž Jan Hus uváděli že ženy mrskaly pruty či bily rukama své muže aby o velikočním pondělí nevyžadovali pohlavní styk, přičemž podle Husa jim to v úterý měli muži vracet. Zvyk v 15. století zmínil také kazatel Jan Rokycana, podle kterého se vzájemně švihali pacholci a dívky.
Pomlázku zmínil v roce 1610 také lékař Guarinoni. Podle jeho zprávy se v Praze o Velikonocích prodávaly barevné pentle a muži všech vrstev šlehali dívky po ramenou a požadovali za to vejce či dokonce pohlavní styk. V úterý měly ženy mužům šlehání vracet.

## Průběh
Tradičním datem pomlázky je Velikonoční pondělí, přičemž v minulosti často obchůzka začínala hned po nedělní půlnoci. Tento den je proto někdy také označován jako Mrskaný pondělek. Dozvuky v podobě podobných či navazujících zvyků také mohly spadat na odpoledne Velikonoční neděle, Velikonoční úterý či Provodní neděli, v případě úterý se jedná především o zvyk šlehání mužů ženami. Dále se bez obdarování šlehalo posvěcenými metlami na Květnou neděli po mši, rodiče děti, chlapci dívky, vzájemně nebo se též šlehal dobytek. Metlami byl kromě toho šlehán oráč při první jarní orbě.
Různá říkadla doprovázející pomlázkovou obchůzku mají zpravidla světský charakter a soustředí se na požadování daru, v Čechách jsou rozmanitější než na Moravě.
Dívky po vyšlehání vázaly, někde stále vážou, na pomlázky chlapců rozmanité barevné pentle. Barva stuhy byla velmi důležitá, neboť stejně jako v případě barvy velikonočního vajíčka, kterým dívka chlapce obdarovala, se jednalo o jakýsi skrytý vzkaz. Červená barva stuhy značila náklonnost, modrá naději, zelená sympatie a žlutá odmítnutí.[chybí lepší zdroj]

### Vztahy
Koledování s pomlázkou mělo také svojí společenskou funkci, především ve venkovském prostředí, kde koledníci navštěvovali konkrétní rodiny či jedince, kteří byli jejich příbuznými či sousedy. Probíhalo také v rámci rodiny, kdy hospodář šlehal hospodyni, dcery a ženskou čeleď ještě před koledníky. K tomu docházelo často již v neděli, tedy před půlnocí od které měla šlehací práva svobodná mládež. Noční obchůzky byly doprovázeny velkým hlukem a někdy také zvláštními průvody.
Takzvaná milostná pomlázka vyjadřovala náklonnost mezi chlapcem a dívkou a kromě výměny šlehání a daru, typicky nákladnějšího než pro ostatní, skrze ní docházelo k oznámení vztahu. Pro chudší obyvatelstva mohla mít koleda také funkci hmotné výpomoci.

### Obrácená pomlázka
Kromě vyšlehávaní žen muži se jak v historických pramenech tak v etnografických záznamech objevuje zvyk vzájemného šlehání nebo vyšlehávaní mužů ženami. Takový obyčej může spadat například na odpoledne Velikonočního pondělí nebo na následující úterý. Nazývá se mimo jiné robská mrskačka nebo ženské právo.

### Skupiny
Kromě individuálních pomlázek existují také pomlázky kolektivní, nazývané například stárkovská či legrútská koleda, nebo mladá vojna. Na Slovácku chlapci při takové společné obchůzce nosili tří až pětmiterový svazek prutů zvaný žilu či korbáč, na který dívky věšeli stuhy.

### Význam
V duchu etymologie slova spojené se slovem omladit považuje etnolog Lubomír Tyllner za smysl pomlázky předání síly a zdraví mladé ženě prostřednictvím zeleného prutu. Takové pojetí převládalo i v české populaci podle průzkumů provedených ve 20. století. Dívka je šlehána proto aby „neoprašivěla“ či aby ji „neštípaly ji blechy“.
Podle religionisty Pavla Horáka je pomlázka nejspíše variací na koledování a interpretaci obyčeje jako úkonu který má ženám zajistit plodnost a zdraví považuje za novodobou, i vzhledem k tomu že podle starších pramenů ženy také mrskaly muže. Mužská dominance v pomlázce se podle něj objevila až v 18. či spíše až v 19. století.